# رباطی شاهزاده
رباطی شاهزاده روستایی از توابع بخش طاغنکوه شهرستان فیروزه در استان خراسان رضوی ایران است.

## جمعیت
این روستا در دهستان طاغنکوه شمالی قرار دارد و براساس سرشماری مرکز آمار ایران در سال ۱۳۹۵، جمعیت آن ۳۷۱ نفر (۱۱۱ خانوار) بوده‌است.
ابتدا فردی به نام محمد طاهر و اقوامش در این مکان ساکن شده‌اند و سپس طایفه ای از اقوام بلوچ حسن زایی از اهالی بلوچ قدیم سیستان وشیعه بوده که به اشتباه پیشینه این قوم را اهل تسنن خوانده‌اند واقوام ترک زبان از سایر منطقه در این روستا ساکن شده اند

## پیشینه
طبغ  تحقیقات به عمل آمده نخست این اقوام چادرنشین بوده‌اند که در محل فعلی روستا که قبلاً استراحت گاه کاروانها و زیارت‌کنندگان آتشکده برزین مهر در روستای فعلی برزنون بوده‌است ساکن شدند.
دلیل نام‌گذاری روستا از رباط به رباطی شاهزاده ساخت آرامگاه امازاده حسین اصغر برای اولین بار توسط اهالی این روستا بوده‌است. زبان بلوچی این روستا به دلیل رابطه نزدیک با قوم‌های ترک و به خصوص پارسی تغیرات بسیار زیادی یافته‌است که اثری از زبان اصیل بلوچی در آن دیده نمی‌شود. در زمان‌های قدیم این روستا به دلیل کشت خربزه‌های بسیار شیرین و نمونه آن نه تنها در سطح شهرستان‌های اطراف که حتی در سطح کشور هم مطرح بوده‌است.
معمولاً در روز شهادت پیامبر اعظم (ص) و امام حسن مجتبی (ع) که به 48ام مشهور است اهالی روستاهای اطراف به روستای رباطی شازده برای عزاداری می‌روند.